# Adams (Tennessee)
Adams – miasto w Stanach Zjednoczonych, w północnej części stanu Tennessee, w hrabstwie Robertson.